# 山内正文
山内 正文（やまうち まさふみ、1891年（明治24年）10月8日 - 1944年（昭和19年）8月6日）は、日本の陸軍軍人。最終階級は中将。旧姓・秋山。

## 経歴
滋賀県出身。裁判官・秋山正義の息子として生まれる。膳所中学校を経て、1913年（大正2年）5月、陸軍士官学校（25期）を卒業。同期に青木重誠、武藤章、富永恭次、佐藤幸徳、田中新一、山崎保代らがいる。同年12月、歩兵少尉に任官し歩兵第60連隊付となる。
1924年（大正13年）11月、陸軍大学校（36期）を卒業。綾部橘樹、有末精三、斎藤義次、小畑信良らが同期。陸軍きっての逸材と評されたが、中学出身であるため傍流とみなされていた。1925年（大正14年）3月、歩兵第39連隊中隊長に就任。以後、参謀本部付勤務、参謀本部員、歩兵第33旅団司令部付、第10師団司令部付を歴任。
1928年（昭和3年）8月、歩兵少佐に昇進し、同年11月からアメリカ駐在となり、1932年（昭和7年）、カンザス米陸軍大学校を卒業した。同年6月、歩兵第8連隊付となり、同年8月、歩兵中佐に進級。1933年（昭和8年）8月、陸大教官に就任。1934年（昭和9年）11月から翌年1月までフィリピンに出張。教育総監部課員を経て、1936年（昭和11年）8月、歩兵大佐に昇進し台湾軍参謀に就任。1937年（昭和12年）8月、兵科を航空兵科に転じ航空兵大佐となる。同年12月から翌年2月まで、第5軍参謀を兼務した。
1938年（昭和13年）4月、アメリカ大使館付武官となり、1939年（昭和14年）3月、陸軍少将に進級。同年12月、参謀本部付となる。日本軍きってのアメリカ通と言われた。1940年（昭和15年）3月、第36歩兵団長に発令され日中戦争に出征。第12軍参謀長を経て、1941年（昭和16年）10月、陸軍中将に進み第1独立守備隊司令官となる。1942年（昭和17年）6月、第15師団長に親補され、インパール作戦に参戦。同作戦中、多くの将兵と同じように自らもマラリヤに罹患し、柳田元三と共に上官である牟田口廉也に忌避され、1944年（昭和19年）6月10日、師団長を解任され参謀本部付となる。のち収容先のメイミョウの兵站病院で結核のため病没した。